# Cytisus cantabricus
La escoba cantábrica, o Cytisus cantabrica es una especie de planta fanerógama perteneciente a la familia de las fabáceas.

## Descripción
Es un arbusto que puede alcanzar los 2 metros de altura, propia de la cordillera Cantábrica. Sus ramas están formadas por ocho costillas, formando valles intercostales en el perímetro del tallo. Son pilosas en los ejemplares jóvenes, pero lampiñas en los adultos. Las hojas son largamente pilosas en el haz y lampiñas o aterciopeladas en el envés, estipuladas, sentadas y elípticas. Las jóvenes son trifoliadas con un peciolo de unos 8 mm, siendo el foliolo central más largo que el resto. 
Inflorescencia axilar en las estípulas caulinares, con un cáliz glabro o lampiño y una corola amarillade unos 2 cm. Florece de mayo a julio. El fruto es una legumbre aplanada, una vaina de hasta 5 cm de color verde pálido, pilosa y con tres semillas en su interior.

## Hábitat
Frecuente en los claros de robledales, abedulares, hayedos, y bosques degradados. Suelos secos, ácidos y soleados. Presente hasta los 1500 m s. n. m. del sector central y oriental de la cordillera Cantábrica.

## Taxonomía
Cytisus cantabricus fue descrito por (Willk.) Rchb.f. y publicado en Étud. Cytises Alpes Mar. 147. 1894
Citología
Número de cromosomas de Cytisus cantabricus (Fam. Leguminosae) y táxones infraespecíficos: n=24
Sinonimia
- Cytisus scoparius subsp. cantabricus (Willk.) M. Laínz ex Rivas Mart. & al.
- Cytisogenista cantabrica (Willk.)
- Sarothamnus cantabricus Willk.[4]

## Nombre común
- Castellano: escoba (2), escoba negrera, escoba reciniega, escoba serraniega (2), retama negral, uliaga, ullaga.
- Castellano: bardañuela, culantrillo, ericilla, pie de gallina, quijones.[5]